# Tony Watt
Anthony « Ethan » Watt, est un footballeur écossais né le 29 décembre 1993 à Coatbridge. Il évolue au poste d'attaquant.

## Biographie

### En club
Le 7 novembre 2012, Tony Watt prend part à son premier match de Ligue des champions lors de la rencontre comptant pour la quatrième journée de la phase de groupes face au FC Barcelone. Il se distingue en marquant le second but des Celts qui remportent le match (2-1).
Après une saison prêté au SK Lierse, Tony quite définitivement le Celtic FC pour rejoindre le Standard de Liège où il y signe un contrat de cinq ans le 28 juillet 2014.
Le 20 juillet 2016, il est prêté à Hearts.
Le 14 août 2017, il rejoint OHL.
Le 9 juillet 2018, il rejoint St Johnstone.
Le 27 mai 2019, il rejoint CSKA Sofia.
Le 17 janvier 2022, il rejoint Dundee United.
Le 31 janvier 2023, il est prêté à St Mirren.

### En sélection
Le 14 août 2012, il honore sa première sélection avec l'Écosse espoirs lors du match amical face à la Belgique (défaite 0-1).

## Statistiques
| Saison                | Club                  | Championnat             | Championnat | Championnat | Coupe nationale | Coupe nationale | Coupe de la Ligue | Coupe de la Ligue | Compétition(s) continentale(s) | Compétition(s) continentale(s) | Compétition(s) continentale(s) | Autres compétitions | Autres compétitions | Total | Total |
| Saison                | Club                  | Division                | M.          | B.          | M.              | B.              | M.                | B.                | Comp.                          | M.                             | B.                             | M.                  | B.                  | M.    | B.    |
| 2009-2010             | Airdrie United FC     | Scottish Championship   | 1           | 0           | -               | -               | -                 | -                 | -                              | -                              | -                              | -                   | -                   | 1     | 0     |
| 2010-2011             | Airdrie United FC     | Scottish League One     | 15          | 3           | 1               | 0               | 2                 | 0                 | -                              | -                              | -                              | 1                   | 0                   | 19    | 3     |
| Sous-total            | Sous-total            | Sous-total              | 16          | 3           | 1               | 0               | 2                 | 0                 | -                              | -                              | -                              | 1                   | 0                   | 20    | 3     |
| 2011-2012             | Celtic FC             | Scottish Premier League | 3           | 2           | -               | -               | -                 | -                 | C3                             | -                              | -                              | -                   | -                   | 3     | 2     |
| 2012-2013             | Celtic FC             | Scottish Premier League | 20          | 5           | 1               | 0               | 2                 | 0                 | C1                             | 5                              | 1                              | -                   | -                   | 28    | 6     |
| 2013-2014             | Celtic FC             | Scottish Premier League | 2           | 0           | -               | -               | -                 | -                 | C1                             | 1                              | 0                              | -                   | -                   | 3     | 0     |
| Sous-total            | Sous-total            | Sous-total              | 25          | 7           | 1               | 0               | 2                 | 0                 | -                              | 6                              | 1                              | -                   | -                   | 34    | 8     |
| 2013-2014             | SK Lierse (prêt)      | Jupiler Pro League      | 17          | 8           | 1               | 1               | -                 | -                 | -                              | -                              | -                              | -                   | -                   | 18    | 9     |
| Sous-total            | Sous-total            | Sous-total              | 17          | 8           | 1               | 1               | -                 | -                 | -                              | -                              | -                              | -                   | -                   | 18    | 9     |
| 2014-2015             | Standard de Liège     | Jupiler Pro League      | 4           | 1           | -               | -               | -                 | -                 | C1+C3                          | 3+0                            | 0+0                            | -                   | -                   | 7     | 1     |
| Sous-total            | Sous-total            | Sous-total              | 4           | 1           | -               | -               | -                 | -                 | -                              | 3                              | 0                              | -                   | -                   | 7     | 1     |
| Total sur la carrière | Total sur la carrière | Total sur la carrière   | 62          | 19          | 3               | 1               | 4                 | 0                 | -                              | 9                              | 1                              | 1                   | 0                   | 79    | 21    |

## Palmarès

### En club
- Celtic Glasgow
  - Champion d'Écosse en 2012 et 2013.
  - Vainqueur de la Coupe d'Écosse en 2013

- Dundee United
  - Champion du Championnat d'Écosse de deuxième division en 2024

### Distinction personnelle
- Joueur du mois de Scottish Premier League en août 2012.